# Flumeri
Flumeri (Frumm’r in dialetto irpino) è un comune italiano di 2 471 abitanti della provincia di Avellino in Campania.

## Geografia fisica
Il territorio comunale è ubicato in Irpinia, a cavallo tra le alture della Baronia, la valle dell'Ufita e il sottobacino della Fiumarella. Il centro abitato sorge su una collina rivestita di oliveti a 638 m s.l.m., mentre i terreni a destinazione agricola e industriale occupano le aree di fondovalle.

## Origini del nome
Nel basso medioevo il centro era noto come Fórmari o Flùmari, dalla cui corruzione deriva il nome attuale Flùmeri. L'etimologia dei toponimi originari Fórmari/Flùmari è però assai controversa, sebbene la tradizione li ricolleghi al cognome Forma di una famiglia normanna; secondo un'altra ipotesi, anch'essa molto dubbia, potrebbe invece trattarsi di derivazioni pseudo-dotte del latino flūmen (plurale flūmina), con riferimento ai fiumi che ne delimitano il territorio a nord e a sud.

## Storia
Il comune risultò pesantemente danneggiato dal terremoto dell'Irpinia del 1732, il cui epicentro era localizzato nella valle dell'Ufita.
All'epoca del regno delle Due Sicilie fu capoluogo di circondario (con giurisdizione su altri due comuni) nell'ambito del distretto di Ariano.

### Simboli
(Statuto comunale, art. 5)
Il gonfalone è un drappo partito di giallo e di verde.

## Monumenti e luoghi d'interesse
Nella piana dell'Ufita, a valle del centro abitato presso la strada statale 90 dir, vi sono i resti di un insediamento romano situato all'incrocio tra la Via Appia e la Via Aemilia, quest'ultima diretta verso il vicus di Aequum Tuticum.

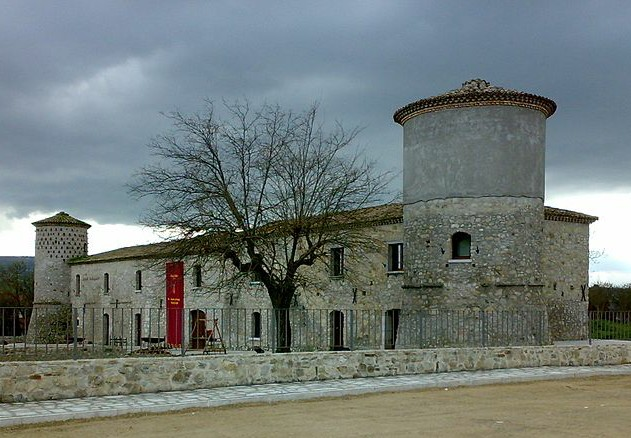
La Dogana aragonese

Nella stessa zona, a breve distanza, sorge inoltre la Dogana aragonese.

## Società

### Evoluzione demografica
Abitanti censiti

### Lingue e dialetti
Accanto alla lingua italiana, a Flumeri è in uso una varietà del dialetto irpino.

### Religione
Il comune appartiene alla diocesi di Ariano Irpino-Lacedonia.

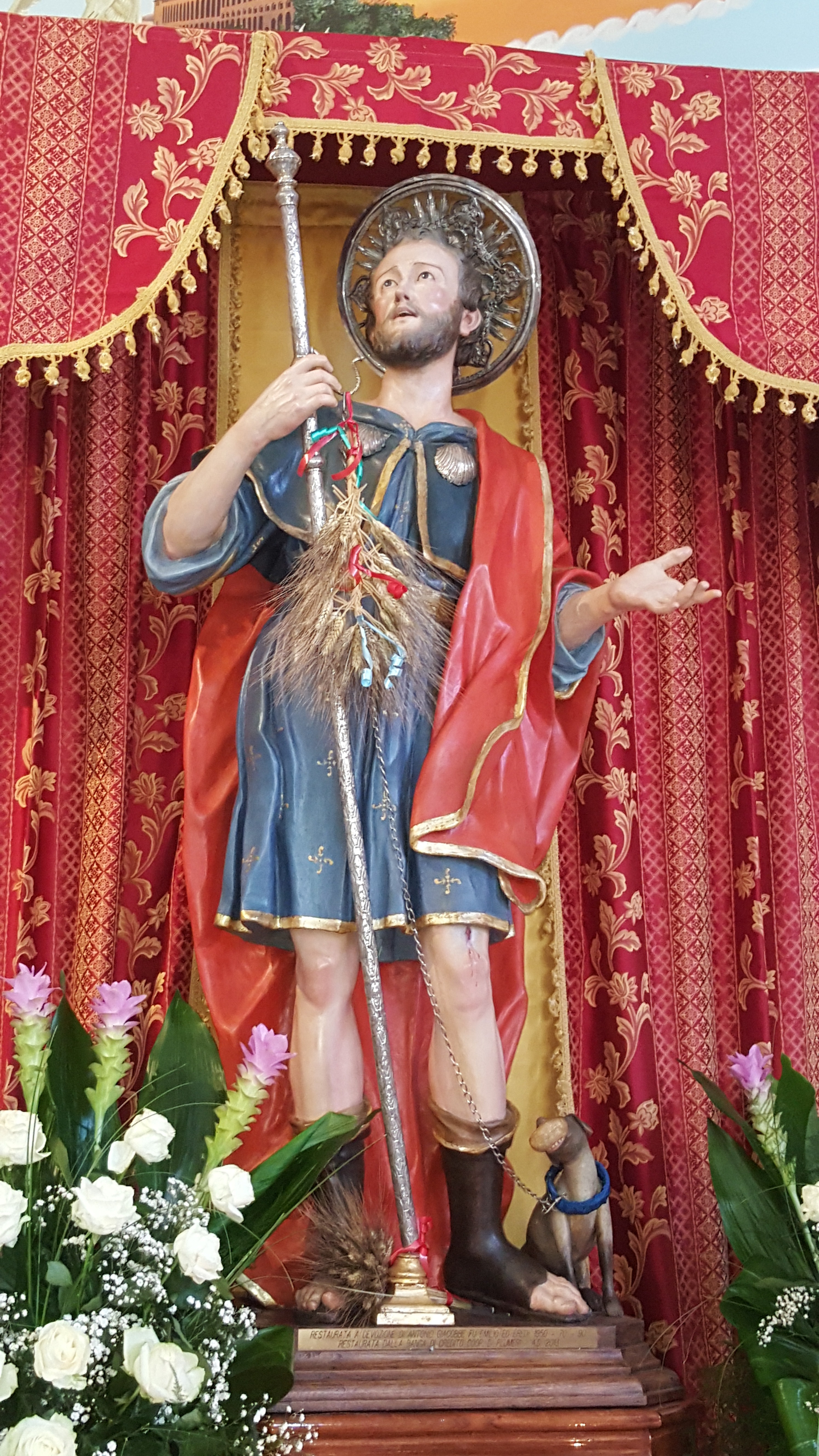
Statua di San Rocco, protettore di Flumeri

### Tradizioni e folclore
Famosa la festa in onore a San Rocco, celebrata il 16 agosto.

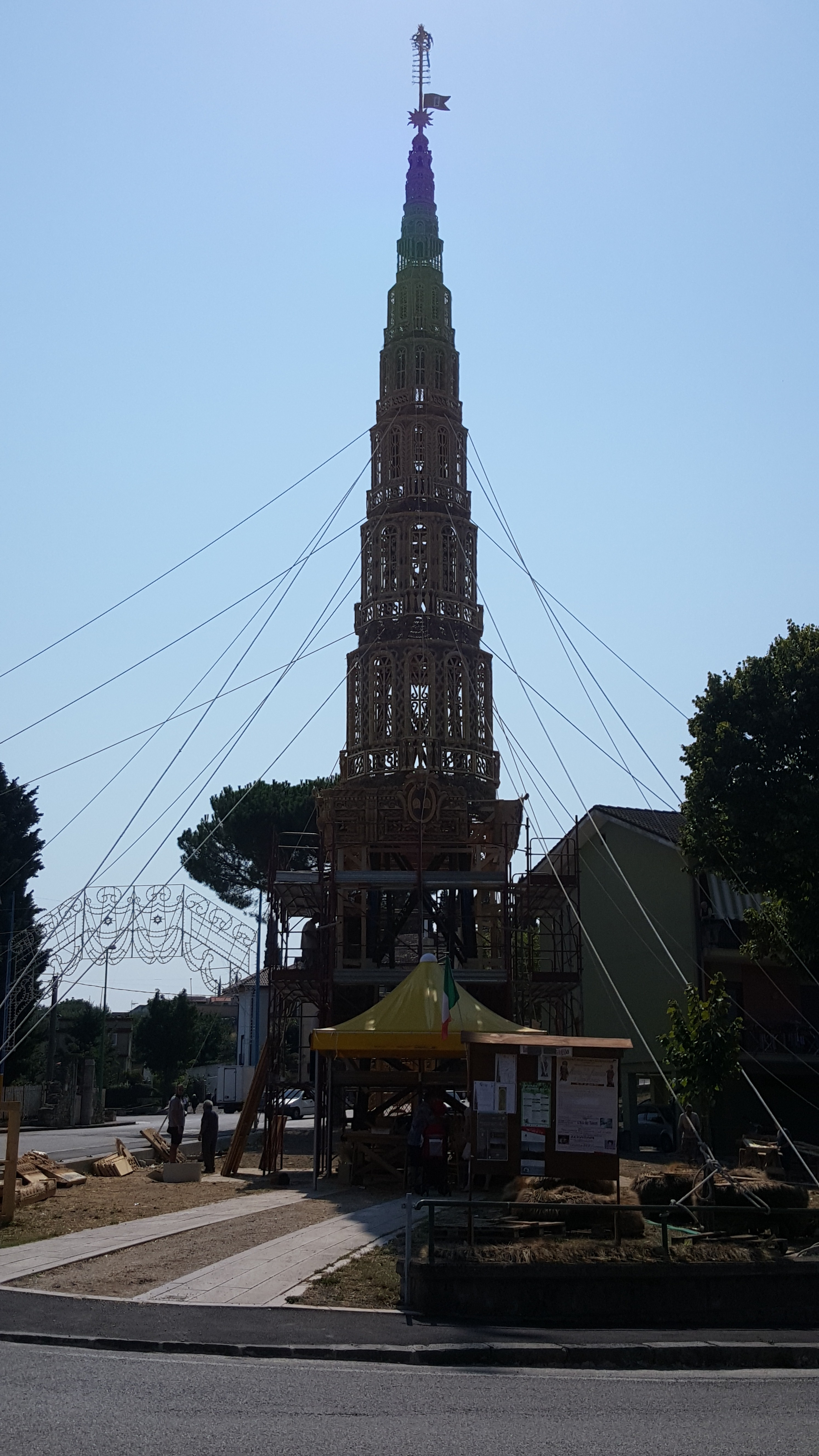
Giglio di grano in onore di San Rocco, protettore di Flumeri

Il giorno precedente la festa viene traslato il "Giglio di Flumeri", obelisco alto circa 30 metri realizzato in grano dai flumeresi in onore di San Rocco, santo protettore del paese.
Viene costruito in grano e paglia e vede impegnata tutta la popolazione flumerese: dai carristi che ne definiscono la struttura, alle signore, che raccolgono le spighe per formare i mattëlë poi bagnati per intrecciarli meglio e formare la catena, sino ad arrivare ai giovani che si impegnano nella lavorazione dei pannelli che variano di anno in anno. Qui si inserisce il Palio, che si svolge dal 1991, il quale vede gareggiare tutti i 5 piani, fino a deciderne il migliore. Tra le squadre più rinomate la Treccia, la Carretta, la Ruota, il Curmo Doro, la Spiga e altre ancora. Essendo fatti di grano, i pannelli del Giglio non possono essere conservati e quindi ogni anno se ne fa uno nuovo. Il campo del Giglio tra fine luglio e la prima metà di agosto si anima, diventa un luogo di ritrovo per tutti, diventa il nucleo integrativo di Flumeri. Una delle peculiarità di tale carro è che viene costruito dapprima in orizzontale, per poi essere alzato in un giorno tra l'8 e il 10 agosto. L'alzata avviene con scale e poi forconi e viene guidata dai carristi che tengono sotto controllo costantemente la situazione per evitare rischi. Il 15 agosto, come accennato, c'è la tirata. Il Giglio viene trainato per il paese con l'ausilio del trattore e delle funi rette generalmente dai partecipanti alla costruzione del carro. Alla fine della cerimonia viene dichiarato il nome della squadra vincente.

## Economia
Nell'area industriale della frazione di Tre Torri è presente lo stabilimento di produzione della pasta Baronia, e vi sono molte piccole e medie aziende di vari settori importanti anche a livello nazionale. Nella stessa area è inoltre presente uno stabilimento produttivo dell'Industria Italiana Autobus.
Restano comunque molto praticate le colture agricole di cereali, tabacco e prodotti ortofrutticoli, mentre notevole sviluppo assumono gli oliveti della cultivar Ravece.

## Amministrazione

### Altre informazioni amministrative
Il comune fa parte della Comunità montana dell'Ufita e dell'Unione dei comuni Terre dell’Ufita.